# Stigmatomma sakaii
Stigmatomma sakaii is een mierensoort uit de onderfamilie van de Amblyoponinae. De wetenschappelijke naam van de soort is voor het eerst geldig gepubliceerd in 1989 door Terayama.